# I Created Disco
I Created Disco (deutsch: „Ich erschuf Disco“) ist das Debütalbum des schottischen Musikers Calvin Harris. Es wurde am 18. Juni 2007 in seiner Heimat Großbritannien veröffentlicht, in Deutschland knapp ein Jahr später am 21. April 2008.
I Created Disco wurde in Großbritannien für den Verkauf von 100.000 Exemplaren mit Gold ausgezeichnet.

## Hintergrund
Calvin Harris begann mit dem Schreiben der ersten Songs, als er zurück in seine Heimatstadt Dumfried in Schottland zog, nachdem er zwei Jahre lang in London gelebt hatte. Alle Aufnahmen und die Produktion fanden auf einem Amiga-Computer in Harris eigenem Studio, dem „CalvinHarrisBeats Studio“, statt.
Stilistisch ist das Album stark durch den Einsatz von Synthesizern, sowie von Harris’ mal hohem, mal tiefem Gesang geprägt.

### Promotion
Im Vorfeld der Veröffentlichung wurden zwei Singles veröffentlicht. Zum einen Acceptable in the 80's, ein Tribut an den Stil und die Kultur der achtziger Jahre, zum anderen The Girls, ein Lied, das von einem Mann handelt, der sich für unwiderstehlich hält. In Deutschland wurde Harris vor allem dadurch bekannt, dass sein Song Acceptable in the 80's in der Werbung zur Castingshow Germany’s Next Topmodel gespielt wurde. Er erreichte Platz 30 der deutschen Singlecharts.

## Titelliste
Alle Lieder wurden von Calvin Harris geschrieben und produziert.
1. Merrymaking at My Place (4:10)
2. Colours (4:02)
3. This Is the Industry (3:56)
4. The Girls (3:52)
5. Acceptable in the 80’s (5:33)
6. Neon Rocks (3:46)
7. Traffic Cops (0:55)
8. Vegas (5:42)
9. I Created Disco (4:08)
10. Disco Heat (4:31)
11. Vault Character (0:08)
12. Certified (4:08)
13. Love Souvenir (4:20)
14. Electro Man (4:58)

Bonustracks:
- Rock N Roll Attitude (3:19)
- We Are All the Same (3:56)
- Love for You (3:52)

Gesamtspielzeit: 55:23
→ Anmerkung: Die Tracks 7, 11, 12 und 13 sind Instrumentalstücke.

## Rezeption
Cathrin Hauswald von Laut.de zeigte sich begeistert:

„Calvin Harris entpuppt sich als soulig-knalliger Dauerlutscher. Bunt, dass die Soundwände wackeln, poppig süß und vor allem: Da kann man ewig dran lecken. Will heißen, ewig zuhören.“

Auch Daniel Leckert von CDStarts.de lobte das Werk:

„Viele Songs […] heizen die Stimmung an und sind hochgradig tanzbar. So findet man schnell Gefallen an den Gameboy-Sounds und dringlichen Beats, denen aber auch mal anspruchsvollere Kost aus dem Synthie-Fundus vorgesetzt wird.“

## Charts und Chartplatzierungen

### Album
| Jahr | Titel           | Höchstplatzierung, Gesamtwochen, AuszeichnungChartplatzierungen (Jahr, Titel, Platzierungen, Wochen, Auszeichnungen, Anmerkungen) | Höchstplatzierung, Gesamtwochen, AuszeichnungChartplatzierungen (Jahr, Titel, Platzierungen, Wochen, Auszeichnungen, Anmerkungen) | Höchstplatzierung, Gesamtwochen, AuszeichnungChartplatzierungen (Jahr, Titel, Platzierungen, Wochen, Auszeichnungen, Anmerkungen) | Höchstplatzierung, Gesamtwochen, AuszeichnungChartplatzierungen (Jahr, Titel, Platzierungen, Wochen, Auszeichnungen, Anmerkungen) | Höchstplatzierung, Gesamtwochen, AuszeichnungChartplatzierungen (Jahr, Titel, Platzierungen, Wochen, Auszeichnungen, Anmerkungen) | Höchstplatzierung, Gesamtwochen, AuszeichnungChartplatzierungen (Jahr, Titel, Platzierungen, Wochen, Auszeichnungen, Anmerkungen) | Anmerkungen                         |
| Jahr | Titel           | DE | AT | CH | UK | US | Dance | Anmerkungen                         |
| ---- | --------------- | --- | --- | --- | --- | --- | --- | ----------------------------------- |
| 2007 | I Created Disco | — | — | — | UK8 Gold · (30 Wo.)UK | — | Dance19 (1 Wo.)Dance | Erstveröffentlichung: 15. Juni 2007 |

### Singles
| Jahr | Titel                   | Höchstplatzierung, Gesamtwochen, AuszeichnungChartplatzierungen (Jahr, Titel, , Platzierungen, Wochen, Auszeichnungen, Anmerkungen) | Höchstplatzierung, Gesamtwochen, AuszeichnungChartplatzierungen (Jahr, Titel, , Platzierungen, Wochen, Auszeichnungen, Anmerkungen) | Höchstplatzierung, Gesamtwochen, AuszeichnungChartplatzierungen (Jahr, Titel, , Platzierungen, Wochen, Auszeichnungen, Anmerkungen) | Höchstplatzierung, Gesamtwochen, AuszeichnungChartplatzierungen (Jahr, Titel, , Platzierungen, Wochen, Auszeichnungen, Anmerkungen) | Höchstplatzierung, Gesamtwochen, AuszeichnungChartplatzierungen (Jahr, Titel, , Platzierungen, Wochen, Auszeichnungen, Anmerkungen) | Höchstplatzierung, Gesamtwochen, AuszeichnungChartplatzierungen (Jahr, Titel, , Platzierungen, Wochen, Auszeichnungen, Anmerkungen) | Anmerkungen                           |
| Jahr | Titel                   | DE | AT | CH | UK | US | Dance | Anmerkungen                           |
| ---- | ----------------------- | --- | --- | --- | --- | --- | --- | ------------------------------------- |
| 2007 | Acceptable in the 80’s  | DE30 (9 Wo.)DE | — | — | UK10 Silber · (27 Wo.)UK | — | — | Erstveröffentlichung: 12. März 2007   |
| 2007 | The Girls               | — | — | — | UK3 Silber · (15 Wo.)UK | — | — | Erstveröffentlichung: 4. Juni 2007    |
| 2007 | Merrymaking at My Place | — | — | — | UK43 (5 Wo.)UK | — | — | Erstveröffentlichung: 20. August 2007 |